# Parker Pyne
Parker Pyne, de son nom complet James Parker Pyne, est un personnage de fiction créé par la romancière Agatha Christie. Enquêteur, professeur de bonheur, il n'apparaît que dans des nouvelles, notamment du recueil Mr Parker Pyne.

## Biographie fictive
Parker Pyne apparaît pour la première fois dans la nouvelle L'Épouse délaissée (1932) du recueil Mr Parker Pyne (1934). Il y est présenté comme un homme rassurant, robuste dans la soixantaine avec « une belle tête chauve, de grosses lunettes et des yeux intelligents ».
Après avoir passé trente-cinq ans dans un bureau à faire des statistiques pour le gouvernement, il prend sa retraite. Il se considère comme un spécialiste du cœur et veut embrasser une nouvelle carrière de professeur de bonheur. C'est pourquoi il publie une annonce dans The Times :
Êtes-vous heureux ?

Dans le cas contraire consultez

Mr Parker Pyne, 17, Richmond Street.
Il use de méthodes peu orthodoxes pour résoudre les problèmes de ses clients, n'hésitant pas à les duper pour arriver à ses fins. Il développe une théorie selon laquelle il y a cinq raisons à la tristesse et qu'il existe des solutions pour y remédier.

## Entourage
Parker Pyne est entouré de plusieurs personnages récurrents :
- Miss Lemon apparaît pour la première et unique fois comme la secrétaire de Mr Pyne dans la nouvelle L'Épouse délaissée (1932). Elle sera par la suite débauchée par Hercule Poirot pour devenir sa secrétaire particulière à partir de Le Lion de Némée (1939).
- Ariadne Oliver, auteur de romans policiers, est une amie de Mr Pyne, elle lui conçoit des plans pour résoudre les problèmes de ses clients. Également amie d'Hercule Poirot, son personnage sera plus développé à ses côtés. Elle apparaît dans une seule nouvelle L'Officier en retraite (The Case of the Discontented Soldier, 1932) mais est citée dans plusieurs autres.
- Claude Luttrell, gigolo employé par Parker Pyne pour redonner confiance aux femmes. Il est d'une beauté exceptionnelle mais, au grand étonnement de Mr Pyne, commence à avoir des problèmes de conscience. Il apparaît dans trois nouvelles : L'Épouse délaissée (The Case of the Middle-aged Wife), La Dame désolée (The Case of the Distressed Lady) et La Dame riche (The Case of the Rich Woman, 1932).
- Madeleine de Sara, alias La Grande Duchesse Olga, est une ravissante jeune fille, pendant féminin de Claude Luttrell. De son vrai nom Maggie Sayers, elle est la quatrième fille d'une honnête famille vivant dans leur demeure de Streatham à Londres. Elle apparaît dans quatre nouvelles : L'Employé de bureau (The Case of the City Clerk), La Dame désolée (The Case of the Distressed Lady), Le Mari mécontent (The Case of the Discontented Husband, 1932) et L'Intrigante de Pollensa (Problem at Pollensa Bay, 1935).

## Œuvres de la sérieParker Pyne
Parker Pyne apparaît dans quatorze nouvelles :
- Mr Parker Pyne (Parker Pyne Investigates, 1934), recueil de douze nouvelles
- L'Intrigante de Pollensa (Problem at Pollensa Bay, 1935)
- Le Mystère des régates (The Regatta Mystery, 1936)

## Adaptations

### Adaptations télévisuelles
Maurice Denham
Maurice Denham interprète Parker Pyne en 1982 dans les téléfilms Le Démon de midi (The Case of the Middle-Aged Wife) d'après L'Épouse délaissée et Agence matrimoniale (The Case of the Discontented Soldier) d'après L'Officier en retraite, constituant deux épisodes de la série The Agatha Christie Hour. Maurice Denham avait déjà interprété en 1965 un personnage d'Agatha Christie, l'Inspecteur Japp, dans le film britannique ABC contre Hercule Poirot (The Alphabet Murders).
-  1982 : The Agatha Christie Hour, série britannique diffusée sur ITV.